# VIII Conferenza del Partito Comunista Russo (bolscevico)
L'VIII Conferenza del Partito Comunista Russo (bolscevico), o PCR(b), si tenne a Mosca dal 2 al 4 dicembre 1919.

## Lavori
All'assemblea presenziarono 45 delegati con voto deliberativo e 73 con voto consultivo. La Conferenza adottò una nuova versione dello Statuto, funzionale alla regolamentazione dell'attività del partito ormai giunto al potere. Il documento era stato elaborato dal Comitato centrale su mandato dell'VIII Congresso. In esso, tra l'altro, fu introdotto il concetto della "cellula" come base del partito, fu prevista una fase di candidatura, finalizzata all'apprendimento di programma e tattica, prima dell'adesione dei nuovi membri, e furono regolate le frazioni del partito nelle istituzioni sovietiche e nelle organizzazioni esterne.